# GA (motorfiets)
GA is een Italiaans historisch merk van motorfietsen.
De bedrijfsnaam was: Casa Brevetti Franco Azzara, Milano.
Franco Azzara begon in 1925 met de productie van plaatframes, waarin hij 680cc-inbouwmotoren van het Britse merk Blackburne en versnellingsbakken van Burman monteerde. De productie werd in 1927 gestaakt.